# Stadtmühle Malchow

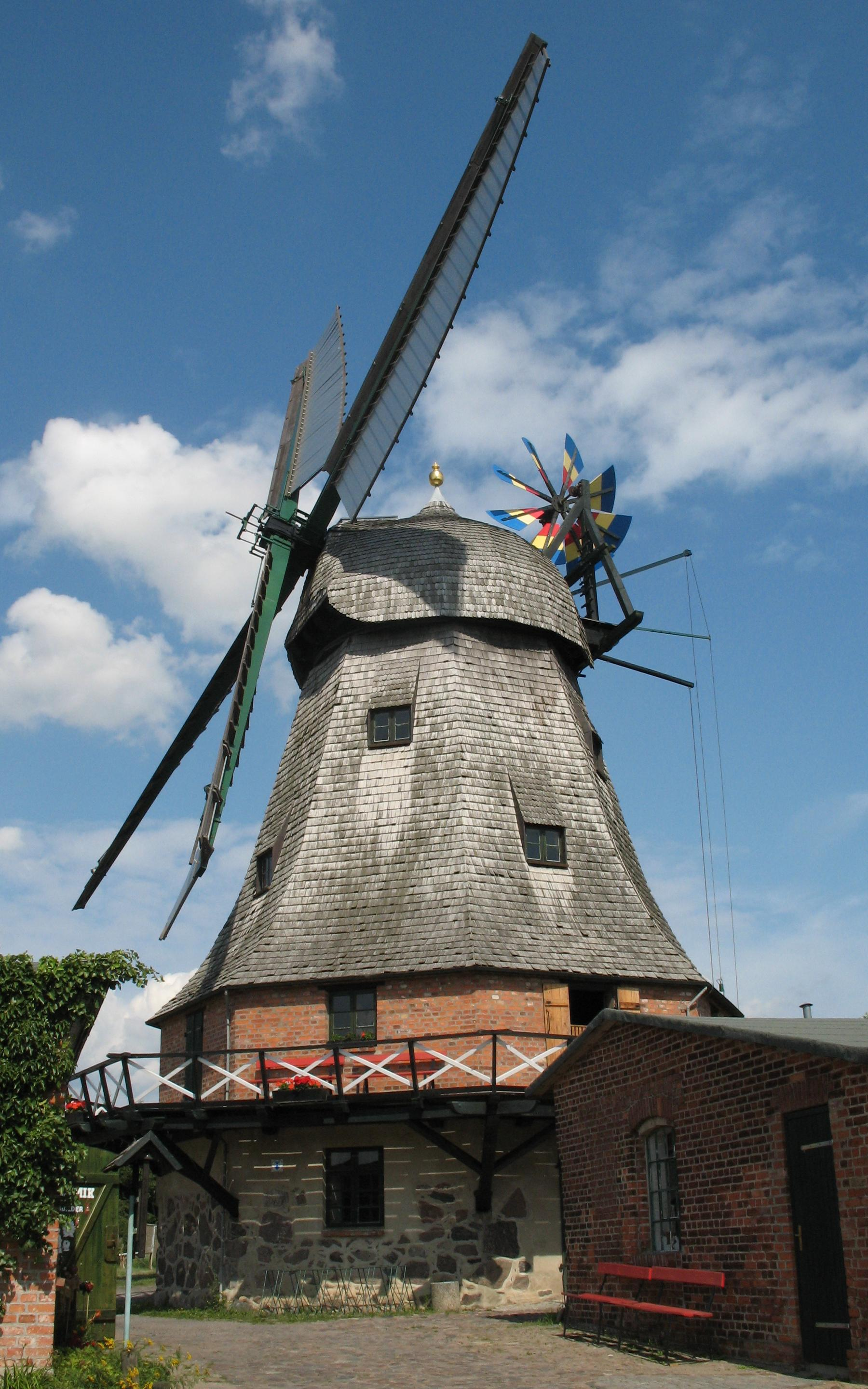
Stadtmühle Malchow

Die Stadtmühle Malchow steht an der Friedrich-Ebert-Straße in der Inselstadt Malchow in Mecklenburg-Vorpommern. Die Mühle und der dazugehörige Speicher stehen unter Denkmalschutz.

## Geschichte

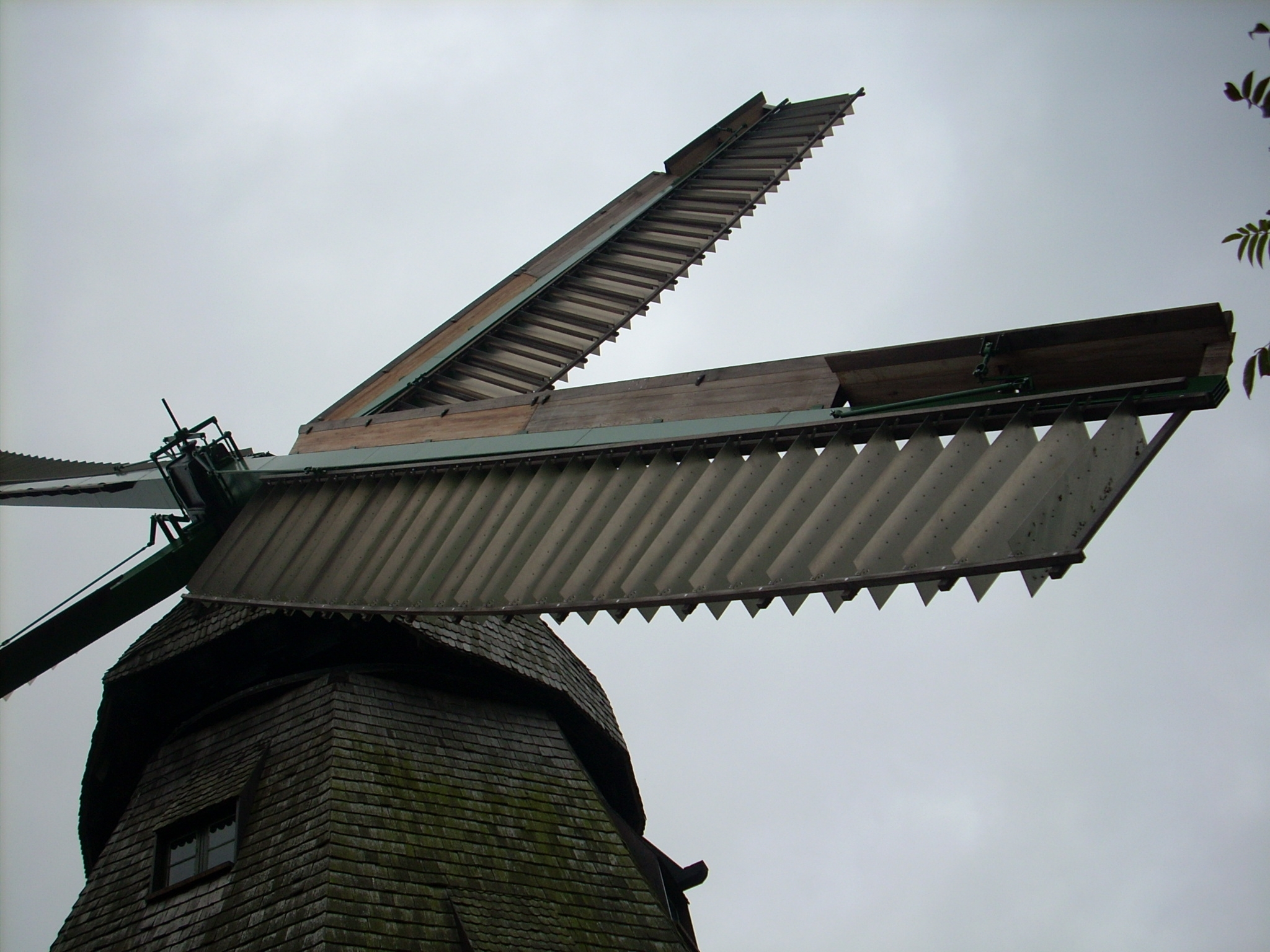
Jalousieflügel

Seit dem Mittelalter waren in und um Malchow Wassermühlen üblich, von denen keine mehr erhalten ist. Windmühlen kamen im 13. Jahrhundert mit den Zisterziensermönchen nach Mecklenburg. In Malchow und Umgebung gab es um 1720 Bockwindmühlen und ab etwa 1800 Holländerwindmühlen. Bekannt sind die Mühlen auf dem Rosinenberg beim Kloster, dem Mühlenberg, dem Schweriner Berg (Friedrich-Ebert-Straße), dem Mittelfeld und dem Trostberg. Von sieben Windmühlen sind zwei erhalten: Die Stadtmühle und der sogenannte Achtkant.
Bei der Stadtmühle als Wahrzeichen der Stadt handelt es sich um einen Galerieholländer von etwa 1880. Sie hatte Segelflügel und später Klappenflügel an einer drehbaren Kappe. Die Flügel haben eine Fläche von 100 m² bei einem Rotordurchmesser von 24 m. Bedingt durch die Höhe der Mühle wurde eine Art umlaufender Balkon oder Galerie konstruiert, von der Flügel wie Steert und Bremse bedient werden konnten. Ab 1901 besorgte eine Dampfmaschine den Antrieb.
Nach 1945 verfiel das Bauwerk. 1948 wurden die Flügel entfernt. Die Mühle wurde ab 1995 aufwendig saniert. Innen sind für Besucher drei Böden zugänglich. In der Eingangshalle und dem dritten Boden befinden sich zahlreiche Ausstattungsstücke zum Betrieb der Mühle sowie eine Fotoausstellung zu den Sanierungsarbeiten. Auf dem zweiten Boden werden unter dem Titel Schamane – Göten – Sagenwelt ur- und frühgeschichtliche Spuren im Malchower Raum ausgestellt.
Der zweigeschossige verklinkerte Speicher zur Mühle steht ebenfalls unter Denkmalschutz.